# الصارمیه
الصارمیه (به عربی: الصارمیة) یک روستا در سوریه است که در ناحیه جب رمله واقع شده‌است. الصارمیه ۲٬۹۵۳ نفر جمعیت دارد.